# SliTaz
SliTaz je nova prosto dostopna mini distribucija GNU/Linux in neposredni (live) CD, optimizirana za hitro in tekoče delovanje na sistemih z zgolj 128MB spomina (RAMa). SliTaz uporablja BusyBox, eno novejših Linuxovih jeder (2.6.30.4) in programsko opremo GNU. Sistemska slika (ISO) SliTaz-a zasede približno 30MB in po namestitvi porabi samo 80MB na trdem disku. SliTaz se zažene z Syslinux in omogoča uporabo več kot 200 ukazov Linux, podatkovne baze SQLite, spletnega strežnika lighttpd, orodji za reševanje sistema, odjemalcem IRC, sistema oken X, JWM, Enlightment, odjemlca SSH in strežnika (Dropbear), gFTP, ratvojnega okolja Geany, AlsaPlayer, grafičnih programov GIMP in Inkscape, Mozilla Firefox, GParted, urejevalnika zvočnih datotek in še mnogo drugih stvari.
Ime SliTaz izvira iz začetnic angleške besedne zveze Simple Light Incredible Temporary Autonomous Zone. 
Okrog distribucije je tudi dobro razvita skupnost in forumi - med drugimi tudi slovenski!
V Sloveniji sta distribuciji na svojem serverju namenili nekaj prostora: 
- Društvo novomeških študentov- za dolvleko je na voljo na spletnem naslovu: http://mirror.drustvo-dns.si/slitaz/%5B%5D

- in Kulturno izobraževalno društvo Pina (Koper) - za dolvleko je na voljo na spletnem naslovu: ftp://ftp.pina.si/slitaz/%5B%5D

## Zgodovina nastanka
Po dveh letih razvoja je bila konec marca 2008 izdana prva različica SliTaz 1.0. SliTaz ima mnogo podobnih ciljev kot sorodni mini inačici Damn Small Linux in Puppy Linux, vendar je bistveno manjši in temelji na novejšemu jedru Linux 2.6.25.5. 16. aprila 2009 je izšla druga različica - SliTaz 2.0 z mnogimi izboljšavami.
V pripravi pa je že (zaenkrat nestabilna, razvojna) različica SliTaz 3.0 Arhivirano 2009-06-14 na Wayback Machine..

## Izdaje
| različica | stabilnost                                                               | datum izdaje   |
| --------- | ------------------------------------------------------------------------ | -------------- |
| 1.0       | stabilna različica                                                       | 23. marec 2008 |
| 2.0       | stabilna različica                                                       | 16. april 2009 |
| 3.0       | nestabilna, razvojna različica Arhivirano 2009-06-14 na Wayback Machine. | pomlad 2010    |

## Značilnosti
- spletni strežnik LightTPD (podpora CGI in PHP)
- internet - Mozilla Firefox, Midori, Opera, Ekiga, Pidgin
- zvok - Alsa Mixer, Audio Player in CD ripper/encoder
- video - Mplayer, Xine, Real Player, Kino
- grafika - GIMP, Mtpaint, Inkscape
- pisarna - Abiword, Gnumeric, Open Office 3.0
- Chat, mail in FTP
- odjemalec SSH in strežnik (Dropbear)
- podatkovna baza SQLite
- orodja za izdelavo, urejanje CD ali DVD-jev
- namizje (JWM, Enlightment, Xfce 4)
- več kot 450 paketov

Več o paketih na uradnih spletnih straneh SliTaz. Arhivirano 2009-03-25 na Wayback Machine.

## Namestitev
SliTaz se lahko namesti iz:
- USB-ključa
- zagonskega CD-ja

Namesti različico
- trdega diska
- Virtualboxa ali vmware device
- interneta z uporabo gPXE in boot.slitaz.org

## Nekatere pomembnejše recenzije
- Linux.com
- Free Software Magazine Arhivirano 2009-02-05 na Wayback Machine.
- Linux Pro Magazine
- Tech Source from Bohol
- Distrowatch
- Linux Infusion Arhivirano 2009-02-05 na Wayback Machine.